# Fernerkundung in Schulen
Der Begriff Fernerkundung in Schulen beschreibt allgemein die Integration von Fernerkundung in den Schulunterricht. Dabei kann es sich zum einen um Fernerkundungsdaten, wie photographische, digitale oder mikrowellengestützte Luft- und Satellitenbilder, und zum anderen um Fernerkundungsmethoden, wie Resampling, Klassifikation von Landoberflächen und Zeitreihenanalysen handeln.

## Hintergrund
Seit Beginn der 1980er Jahre wird die Diskussion geführt, Fernerkundungsdaten als zusätzliches Medium stärker in den europäischen Schulunterricht einzusetzen. Praktisch allerdings wurde das Thema bis zum Beginn des neuen Jahrtausends nur spärlich behandelt und im Schulkontext meist mit der visuellen Interpretation von Luftbildern gleichgesetzt.
Die Deutsche Gesellschaft für Geographie (DGFG) hebt in ihren Empfehlungen für die Lehrplanarbeit die Bedeutung des Einsatzes von Fernerkundungsmethoden und GIS im Schulunterricht explizit hervor und betont dabei vor allem zwei Vorteile:
1. Die Bereitstellung von Informationen, die in den Standard-Lehrmaterialien aus Gründen der Aktualität, Kosten sowie des verfügbaren Raumes nicht enthalten sind,
2. Die Unterstützung neuer Lehr-, Lern- und Unterrichtsformen, wodurch auf der einen Seite der traditionelle Unterricht bereichert und geöffnet werden kann und andererseits neue Themen und Unterrichtsformen zum Tragen kommen können.[9]

## Probleme
In fachwissenschaftlichen Untersuchungen zur Integration von Fernerkundungsdaten in den Schulunterricht werden insbesondere folgende Probleme und Hindernisse hervorgehoben:
- Zentrierung auf Erdkundeunterricht
- Reduzierung auf Luftbilder
- Komplexität von gängiger Bildverarbeitungssoftware
- Einsatz oft nur als Hilfsmittel zur Veranschaulichung lehrplanrelevanter Sachverhalte
- Kleines Zeitfenster bedingt durch Curriculum

## Vorteile
Die Mehrdimensionalität von Fernerkundungsdaten (räumliche, spektrale, radiometrische, temporalen Dimension) und die Ästhetik von Luftaufnahmen, die für das Auge nicht erkennbare Strukturen und Zusammenhänge offenbaren, schaffen die Möglichkeit anhand von Luft- und Satellitenbildern komplexe Sachverhalten der Geographie, aber auch von weiteren naturwissenschaftlichen Fächern, wie Mathematik, Informatik und Biologie, anschaulicher darzustellen und zu erläutern. Folgende Effekte wurden bisher beim Einsatz von Fernerkundungsdaten und -methoden beobachtet:
- Förderung von Medien- und Methodenkompetenzen
- Initiierung von vernetztem Denken durch Kopplung des Themenbereichs Fernerkundung mit fachspezifischen Hintergrund
- Konfrontation mit abstrakten Inhalten (z. B. Wechsel von Zentral- zur Vogelperspektive) fördert räumliches Denken
- Steigerung von Bewertungsfähigkeiten

## Fernerkundung in Schulen als wissenschaftliches Projekt

Logo des FIS-Projekts

Das Projekt Fernerkundung in Schulen (FIS) des Geographischen Instituts der Universität Bonn hat sich zum Ziel gesetzt die Integration des Themas Fernerkundung im Schulunterricht der Sekundarstufe I & II nachhaltig und fächerübergreifend zu fördern. Seit dem Start 2006 wird das Projekt durch das Deutsche Zentrum für Luft- und Raumfahrt (DLR) und durch das Bundesministerium für Wirtschaft und Technologie (BMWi) unterstützt.
Oftmals scheitert die Intention vieler Lehrer, Fernerkundungsdaten und -methoden in ihren Unterricht einzubinden, an der Komplexität und Sperrigkeit bestehender freier Bildverarbeitungssoftware für Schulen. Darüber hinaus ist festzustellen, dass Satellitenbilder, wenn sie in den Schulunterricht implementiert werden, primär im Geographieunterricht eingesetzt werden. Aus diesem Grund hat das FIS-Projekt ein  didaktisches Konzept erarbeitet, das durch Intermedialität, Interaktivität und Interdisziplinarität gekennzeichnet ist.
Eine Säule des Konzepts besteht aus der Entwicklung und Implementierung digitaler Lernmodule. Kern dieser interaktiven Unterrichtsmaterialien sind Verarbeitungswerkzeuge der digitalen Bildanalyse, die mit fachspezifischen Aufgabenstellungen und erläuternden Animationen gekoppelt werden.